# Stigmella kopetdagica
Stigmella kopetdagica là một loài bướm đêm thuộc họ Nepticulidae. Nó được tìm thấy ở Turkmenistan.
Ấu trùng ăn Rhamnus species.